# Villefranche-du-Queyran
Villefranche-du-Queyran – miejscowość i gmina we Francji, w regionie Nowa Akwitania, w departamencie Lot i Garonna.
Według danych na rok 1990 gminę zamieszkiwało 366 osób, a gęstość zaludnienia wynosiła 22 osób/km² (wśród 2290 gmin Akwitanii Villefranche-du-Queyran plasuje się na 823. miejscu pod względem liczby ludności, natomiast pod względem powierzchni na miejscu 673.).